# Concurso geral
O concurso geral é uma prova olímpica de ginástica artística e rítmica, disputada por ambos os sexos, tanto por equipes, quanto individualmente.
No concurso geral, os atletas realizam exercícios em todos os aparelhos da modalidade artística - num total de seis para os homens e quatro para as mulheres - e com todos os seus aparatos manuais, para o caso das ginastas rítmicas individuais, e com uma combinação de dois aparatos para as provas rítmicas coletivas, segundo uma ordem específica, decidida pela Federação Internacional de Ginástica, para os Campeonatos Mundiais, e pelo Comitê Olímpico Internacional, para os Jogos Olímpicos.

## História
O surgimento da competição individual geral deu-se através da ideia de eleger um vencedor dentre os exercícios combinados e somados de todos os aparelhos, já que estes encontravam-se definidos.
O concurso geral estreou nos Jogos Olímpicos de Paris em 1900, apenas para as disputas masculinas. Todos os lugares do pódio foram ocupados pelos ginastas franceses e o campeão foi Gustave Sandras. A prova masculina por equipas apareceu no programa dos Jogos na edição seguinte, nas Olimpíadas de St Louis. Na ocasião, as três medalhas foram para três equipas diferentes dos Estados Unidos: ouro para o ginásio da Filadélfia, prata para o de Nova Iorque e bronze para o de Chicago. Posteriormente, para 1908 introduziu-se a regra de apenas uma equipa por nação. O concurso geral para as mulheres foi integrado pela primeira vez no programa olímpico nos Jogos de Amesterdão em 1928, tendo como primeira equipa vencedora a dos Países Baixos. Adiante, a competição esteve ausente na edição seguinte, em Los Angeles 1932, mas regressou para a edição de Berlim, 1936. O concurso geral individual, bem como as finais por aparelhos individuais, estrearam nos Jogos de Helsínquia, em 1952, e teve como primeira campeã olímpica individual a soviética Maria Gorokhovskaya. Nos Mundiais, a primeira edição já apresentou tanto o individual geral, quanto a disputa por equipes e teve como primeira vencedora a França, que também conquistou o evento individual, com Josef Martinez. Entre as mulheres, a estreia deu-se em 1934, no Campeonato de Budapeste e mostrou apenas esses dois eventos, tendo como campeã a equipe da Tchecoslováquia e como vencedora a ginasta tcheca Vlasta Dakanová.
Na ginástica rítmica, o primeiro Mundial apresentou a prova do concurso geral individual, cuja vitória fora da soviética Ludmilla Szavinkova. Para as equipes, a estreia deu-se na terceira edição e teve como vencedora a seleção da União Soviética. Já em Jogos Olímpicos, a estreia foi na edição de 1984, em Los Angeles, na qual saiu-se vitoriosa a canadense Lori Fung. Para as equipes, a estreia foi em 1996, nas Olimpíadas de Atlanta, que teve como vencedora a seleção da Espanha.

## Formato da competição
O concurso geral da ginástica artística inicia-se com uma ronda de qualificação por equipes (Team Qualification, ou Competição I), na qual os atletas competem em todos os aparelhos, em grupos constituídos por cada país ou seleção. Cada equipe é constituída por um total de seis ginastas e um mínimo de quatro, dependendo da competição e da federação que rege a disputa, dos quais um limite de cinco competem em cada aparelho, sendo a nota de cada exercício calculada com as quatro melhores pontuações de cada time (formato 6-5-4). Os resultados das qualificações são utilizados para determinar quais as equipes que avançam para a final coletiva e quais os ginastas que avançam para o concurso geral (os dois melhores de cada país, que tiverem competido em todos os aparelhos). É nesta mesma qualificatória que são definidos ainda os competidores de cada aparelho individual, totalizando as oito maiores notas em cada aparato, inclusos todos os competidores de todas as nações. Durante a final coletiva, um limite de três ginastas compete em cada aparelho e todas as notas são somadas para se obter o total geral que delimita as posições de cada equipe. No concurso geral individual, cada ginasta compete em cada aparelho, e, a exemplo do evento das seleções, somam-se as notas que definem as colocações finais de cada atleta.[a]
Na ginástica rítmica, são duas as qualificatórias. Ao contrário da modalidade artística, a rítmica divide a competição geral individual da coletiva. Na por seleções, os grupos apresentam duas coreografias distintas, uma com um aparato e outra com dois (3 -2), distribuídos entre as cinco ginastas. Em cada uma delas são avaliados três critérios, que somados, classificam os oito times para a próxima etapa. Na fase final é disputado o mesmo esquema para se estabelecer as vencedoras da competição. No concurso geral individual, a qualificatória é sob quatro distintos aparelhos, definidos pela organizadora do evento internacional (FIG ou COI). Após as rotações, são também somadas três notas, que definem as dez finalistas. Na etapa seguinte, são disputados os mesmos quatro aparatos, que, após somadas as três notas, definem as posições finais.

## Maiores destaques
Entre os maiores destaques destas duas disputas estão os campeões olímpicos. Na ginástica artística, até 2008, a maior vencedora é a equipe do Japão, com seis títulos, cinco deles seguidos. Individualmente, a nação que mais conquistou medalhas de ouro foi a União Soviética, que teve como bicampeão Viktor Chukarin, empatado em estatuto com o japonês Sawao Kato e o italiano Alberto Braglia. Entre as mulheres, a maior nação vencedora foi a União Soviética, com nove títulos, oito deles consecutivos. Individualmente, o bloco também foi o maior medalhista, com seis vitórias, destacado o bicampeonato de Larissa Latynina, igualada em feito apenas pela tcheca Vera Caslavska.
Na ginástica rítmica, a maior vitoriosa é a Rússia, tanto por equipes quanto individualmente. Tricampeã, a equipe russa tem ainda uma das duas únicas bimedalhistas dos Jogos, Alina Kabaeva, campeã e terceira colocada, que tem como companheira de feito, a ucraniana Anna Bessonova, duas vezes medalhista de bronze.